# Anton Vogt (Politiker)

Anton Vogt

Anton Vogt (* 5. August 1891 in Mögglingen; † 8. Februar 1976 in Stuttgart-Obertürkheim) war ein deutscher Politiker (NSDAP). 

## Leben und Wirken
Nach dem Besuch der Volksschule in Mögglingen absolvierte Anton Vogt von 1905 bis 1908 eine kaufmännische Lehre in Schwäbisch Gmünd. Anschließend war er bis 1912 in verschiedenen kaufmännischen Stellungen als Verkäufer und Buchhalter. 1912 trat er in die 4. Kompanie des Württembergischen Landwehr-Infanterie-Regiment Nr. 124 ein. Ab 1914 nahm er am Ersten Weltkrieg teil, in dem er am 10. September 1914 bei Pretz verwundet wurde. 1915 kam er in die stellvertretende Intendantur des XIII Artillerieregiments. 1916 wurde er Unterzahlmeister bei der Infanterie-Ersatztruppe Warschau. 1920 folgte seine Entlassung als Feldinspektor. Seinen Lebensunterhalt verdiente er fortan als Kaufmann in Stuttgart-Obertürkheim. 
Am 16. Juli 1925 trat Vogt in die NSDAP ein. Am 1. Januar 1928 wurde er zum Gauschatzmeister ernannt: Diese Stellung füllte er zunächst bis zum 15. Februar 1931 ehrenamtlich, anschließend hauptamtlich aus.
Vom 12. November 1933 bis zum Ende der NS-Herrschaft im Frühjahr 1945 saß Vogt als Abgeordneter für den Wahlkreis 31 (Württemberg) im nationalsozialistischen Reichstag. Daneben saß er im Vorstand der Hauptverwaltungsstelle Stuttgart der Berufskrankenkasse für Kaufmannsgehilfen.
Nach dem Krieg lebte Vogt unauffällig in Stuttgart, wo er Anfang 1976 verstarb.